# 斑赤瓟
斑赤瓟（学名：Thladiantha maculata）为葫芦科赤瓟属的植物，为中国的特有植物。分布在中国大陆的河南、湖北等地，生长于海拔570米至1,800米的地区，常生于沟谷或林下，目前尚未由人工引种栽培。
其种加词“maculata”意为“有斑点的”。

## 别名
野黄瓜（湖北神农架）